# Prowincja Kanchanaburi
Kanchanaburi (taj. กาญจนบุรี) – jedna z centralnych prowincji (changwat) Tajlandii. Sąsiaduje z prowincjami Tak, Uthai Thani, Suphanburi, Nakhon Pathom i Ratchaburi. Od zachodu graniczy z Mjanmą. Jest trzecią pod względem powierzchni prowincją Tajlandii.